# Platyomida
Platyomida är ett släkte av skalbaggar. Platyomida ingår i familjen vivlar.

## Dottertaxa tillPlatyomida, i alfabetisk ordning[1]
- Platyomida aculeata
- Platyomida aequa
- Platyomida amota
- Platyomida apicalis
- Platyomida binodis
- Platyomida brevicornis
- Platyomida caudata
- Platyomida censoria
- Platyomida coronata
- Platyomida crispata
- Platyomida cuprealis
- Platyomida depressa
- Platyomida dorsalis
- Platyomida enysi
- Platyomida fuscella
- Platyomida hamiltoni
- Platyomida hochstetteri
- Platyomida humeralis
- Platyomida hystricula
- Platyomida latipennis
- Platyomida morosa
- Platyomida niger
- Platyomida perniciosa
- Platyomida philpotti
- Platyomida pulcherrima
- Platyomida rectirostris
- Platyomida simulatrix
- Platyomida sulcicollis
- Platyomida tibialis
- Platyomida verrucosa
- Platyomida versicolor